# Fran Vázquez
Francisco Vázquez González, znany także jako Fran Vázquez (ur. 1 maja 1983 w Chantadzie w regionie Galicja) – hiszpański koszykarz występujący od 2001 w lidze ACB. Aktualnie zawodnik Iberostar Tenerife.
Koszykarską karierę zaczynał w 2001. Jego pierwszym klubem była Unicaja Málaga, w którym grał w latach 2001-2003. Przez krótki czas był zawodnikiem CB Bilbao Berri. Sezon 2003/2004 dokończył w CB Gran Canaria. W sezonie 2004/2005 powrócił do reprezentowania barw Unicaji. Kolejny sezon spędził w CB Girona, po czym przeszedł do Barcelony. Wziął udział w 2005 NBA Draft. Został wybrany z numerem 11, przez Orlando Magic. Jednak zrezygnował z gry w NBA i powrócił do Europy. W 2010 został najlepszym blokującym w historii Euroligi.
Gra na pozycji środkowego lub silnego skrzydłowego. Mierzy 209 cm i waży 104 kg.
W 2010 roku został wybrany Most Valuable Player Pucharu Króla, zdobywając średnio 12 punktów i prawie 4.5 zbiórki na spotkanie.

## Życiorys

### Początki
Swoją karierę rozpoczął w rodzinnym miasteczku Chantada, podczas gry w zespole CB Xantada. W wieku 14 lat przeniósł się do centrum szkoleniowego Siglo XXI, sponsorowanym przez Federación Española de Baloncesto. Młodzi koszykarze kontynuują tam naukę i trenują pod okiem profesjonalny trenerów. Kiedy centrum zamknięto (w 2001), przeniósł się do bardziej nowoczesnego, znajdującego się w Kraju Basków. W tymże ośrodku ćwiczył swój wzrost i umiejętności, grając tym samym w barwach tamtejszego zespołu. Po roku przeniósł się do reprezentującej Ligę ACB Unicaji Malagi.

### Kariera klubowa

#### Unicaja Malaga (2001-2002)
Sezon 2001/2002 Vázquez spędził w Maladze. Podczas gry pojawiał się w rezerwach jak i w pierwszej drużynie. Rozwijał się rzucając 10 punktów i zbierając 8.9 piłki na mecz. Debiut zaliczył w derbach Andaluzji z CB Granada. Zanotował 6 punktów i 6 zbiórek w wygranym przez Unicaje meczu 85-65. Zagrał w dziewięciu meczach ligi ACB, notując 14 punktów i 15 zbiórek.

#### Lagun Aro Bilbao (2002-2003)
W następnym sezonie był wypożyczony do CB Bilbao Berri. Wraz z zespołem dotarł do playoffów. Mocno zapisał się w historii klubu i pozwolił mu się dostać do LEB Silver Division. Pod koniec sezonu wrócił do Unicaji, po czym został znowu wypożyczony. Został zawodnikiem CB Gran Canaria, którego trenerem był Katalończyk Pedro Martinez.

#### CB Gran Canaria (2003-2004)
W sezonie 2003/04 był zawodnikiem Gran Canarii 2014. Na parkiecie grał średnio 20 minut w 37 meczach sezonu zasadniczego. W playoffach został mianowany na przyszłą gwiazdę ligi ACB. Pomimo słabego występu w czwartym meczu z FC Barceloną, miał średnią 19,7 punktów i 5,5 zbiórek. Zadebiutował także w rozgrywkach międzynarodowych ULEB Cup. w dwunastu meczach Fran Vázquez notował średnio 9 punktów i 5.3 zbiórki.

#### Unicaja Malaga (2004-2005)
Po sukcesach na wyspach Kanaryjskich powrócił z wypożyczenie do Unicaji. W całym sezonie notował średnio 11,1 punktów i 6,3 zbiórek. Zdobył z klubem puchar kraj, pokonując w finale Real Madryt. Odgrywał ważną rolę w klubie, także podczas meczów euroligowych. Zagrał w trzynastu meczach Unicaji, w których miał średnio 7,9 punktów i 4,1 zbiórki.

#### Draft
Po dobrym sezonie w lidze ACB, zdecydował się wziąć udział w drafcie NBA. Odbył się 28 czerwca, w hali Madison Square Garden, w Nowym Jorku. Był wybrany z bardzo wysokim, numerem 11. Wybrało go Orlando Magic, jednak nie był zadowolony z wyboru i powrócił do Europy.

#### CB Girona (2005-2006)
Po powrocie z draftu podpisał kontrakt z CB Gironą. Był to młody zespół przez co nie mógł walczyć o najwyższe trofea. Wystąpił w 38 meczach, zdobywając średnio 8.3 punktów i 4,6 zbiórki. W sezonie często nawiedzały go kontuzje, co uniemożliwiło mu grę na najwyższym poziomie.

#### FC Barcelona

##### Sezon 2006-2007
W sezonie 2006/2007 po mało udanym sezonie w Gironie przeszedł do FC Barceloną, podpisując czteroletni kontrakt. Na mocy tej umowy do Girony na rok wypożyczony został Marc Gasol. Szybko stał się ważnym punktem drużyny, po czym przez cały sezon miał średnio 7,4 punktów i 4,2 zbiórki. Wraz z klubem zdobył Puchar kraju, pokonując w finale Real Madryt. Był to drugi wygrany finał pucharu z Realem, wcześniej zrobił to w barwach Unicaji. W Eurolidze notował średnio 6,6 punktów i 3.2 zbiórki.

##### Sezon 2007-2008
W drugim sezonie w FC Barcelonie, trochę zgasł. Pod wodzą Duško Ivanovicia, miał średnio 6.3 punktów i zbiórek na mecz. W Eurolidze jego statystyki były podobne, 6.7 punktów, 3 zbiórki. Klub nie zdobył żadnego trofeum, co było wielkim niepowodzeniem.

## Osiągnięcia
Stan na 5 lutego 2017, na podstawie, o ile nie zaznaczono inaczej.

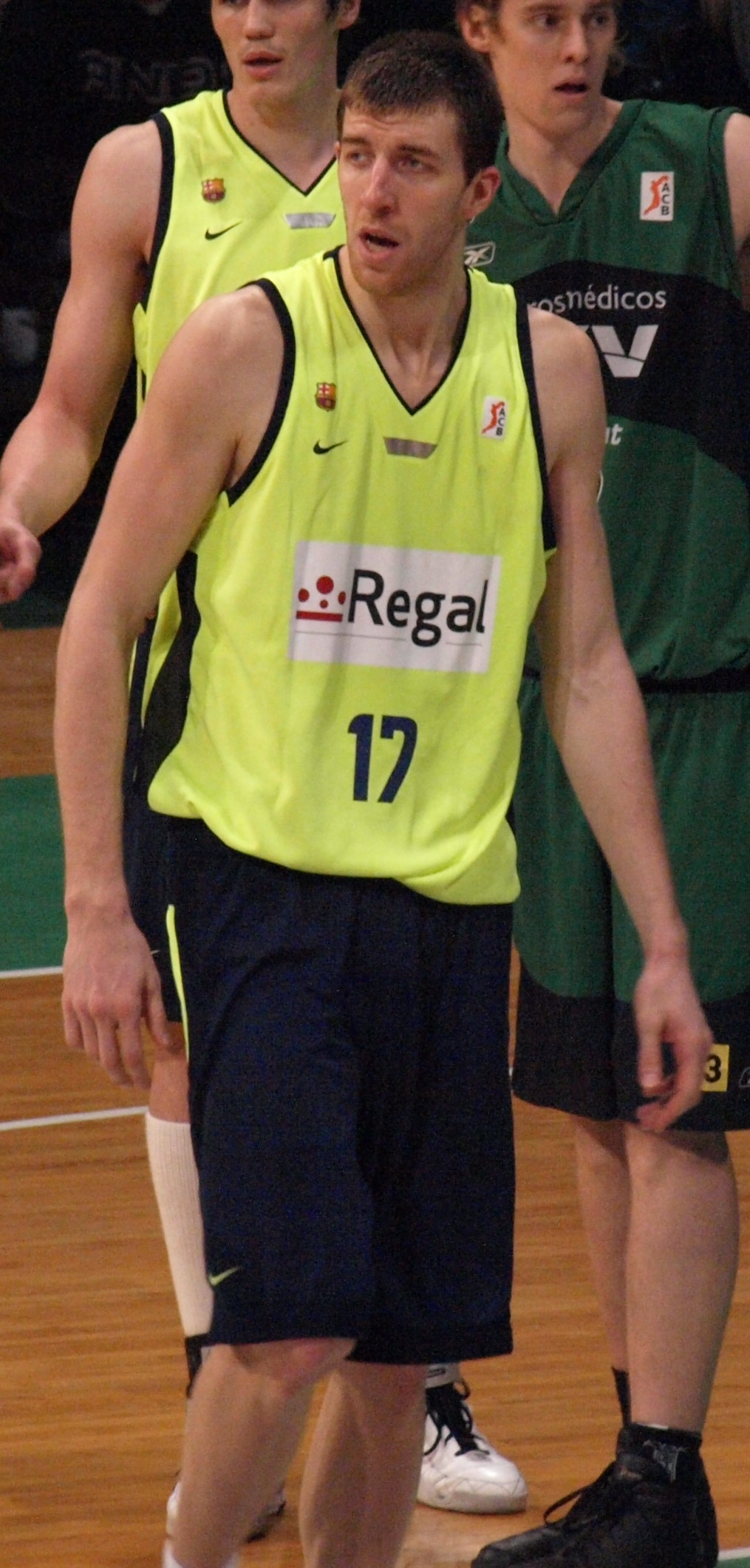
Fran Vázquez w barwach Barcelony

### Klubowe
- Mistrz:
  - Euroligi (2010)
  - Hiszpanii (2009, 2011, 2012)
- Wicemistrz Hiszpanii (2002, 2007, 2008, 2010)
- Brąz Euroligi (2012)
- Zdobywca:
  - Interkontynentalnego Pucharu FIBA (2017)
  - pucharu Króla (2005, 2007, 2010, 2011)
  - Superpucharu Hiszpanii (2009-2011)
- Finalista:
  - pucharu Króla (2012)
  - Superpucharu Hiszpanii (2015)

### Indywidualne
- MVP:
  - Pucharu Króla (2010)
  - miesiąca ACB (marzec 2009)
  - tygodnia ACB (17, 27 – 2004/05, 15, 26, 27 – 2008/09)
- Zaliczony do I składu ACB (2009)
- Lider w blokach:
  - Euroligi (2009)
  - ACB (2007, 2009, 2014)

### Reprezentacja
- Wicemistrz Europy U-20 (2002)
- Uczestnik:
  - Eurobasketu (2005 – 4. miejsce)
  - mistrzostw świata (2010 – 6. miejsce)
  - mistrzostw Europy U–16 (1999 – 8. miejsce)